# National Football League 1922
La stagione NFL 1922 fu la terza stagione sportiva della National Football League, la massima lega professionistica statunitense di football americano, la prima con la denominazione definitiva dopo il cambio di nome da American Professional Football Association attuato il 24 giugno 1922. La stagione iniziò il 1º ottobre e si concluse il 10 dicembre 1922.
La stagione vide rappresentate 18 squadre comprese le matricole Milwaukee Badgers, Oorang Indians, Racine Legion e Toledo Maroons. Sempre in questa stagione i Chicago Staleys cambiarono denominazione in Chicago Bears. I Muncie Flyers, i Cleveland Indians, i New York Brickley Giants, i Cincinnati Celts, i Tonawanda Kardex, i Washington Senators e i Detroit Tigers abbandonarono la lega.
Una 19ª squadra, i Youngstown Patricians, avrebbe dovuto partecipare al campionato, ma si sciolse poco prima dell'inizio dello stesso. Inoltre anche la squadra dei Philadelphia Union Quakers avrebbe dovuto prendere parte alla competizione, ma non venne ammessa in parte per il fatto che era una seconda formazione riconducibile ai Buffalo All-Americans.
Al termine della stagione, i Canton Bulldogs vennero nominati campioni in base ai risultati della stagione.

## La stagione
La prima partita della stagione fu giocata il 1º ottobre 1922, mentre l'ultima giornata venne disputata il 10 dicembre.

### Risultati della stagione
- V = Vittorie, S = Sconfitte, P = Pareggi, PCT = Percentuale di vittorie, PF = Punti Fatti, PS = Punti Subiti
- Nota: nelle stagioni precedenti al 1972 i pareggi non venivano conteggiati nel calcolo della percentuale di vittorie.

| National Football League  |    |   |   |      |     |     |
| Squadra                   | V  | S | P | PCT  | PF  | PS  |
| Canton Bulldogs           | 10 | 0 | 2 | 1000 | 184 | 15  |
| Chicago Bears             | 9  | 3 | 0 | 750  | 123 | 44  |
| Chicago Cardinals         | 8  | 3 | 0 | 727  | 96  | 50  |
| Toledo Maroons            | 5  | 2 | 2 | 714  | 94  | 59  |
| Rock Island Independents  | 4  | 2 | 1 | 667  | 154 | 27  |
| Racine Legion             | 6  | 4 | 1 | 600  | 122 | 56  |
| Dayton Triangles          | 4  | 3 | 1 | 571  | 80  | 62  |
| Green Bay Packers         | 4  | 3 | 3 | 571  | 70  | 54  |
| Buffalo All-Americans     | 5  | 4 | 1 | 556  | 87  | 41  |
| Akron Pros                | 3  | 5 | 2 | 375  | 146 | 95  |
| Oorang Indians            | 3  | 6 | 0 | 333  | 69  | 190 |
| Milwaukee Badgers         | 2  | 4 | 3 | 333  | 51  | 71  |
| Louisville Brecks         | 1  | 3 | 0 | 250  | 13  | 140 |
| Minneapolis Marines       | 1  | 3 | 0 | 250  | 19  | 40  |
| Evansville Crimson Giants | 0  | 3 | 0 | 0    | 6   | 88  |
| Rochester Jeffersons      | 0  | 4 | 1 | 0    | 13  | 76  |
| Hammond Pros              | 0  | 5 | 1 | 0    | 0   | 69  |
| Columbus Panhandles       | 0  | 8 | 0 | 0    | 24  | 174 |

## Vincitore
| Vincitori del campionato NFL 1922 Canton Bulldogs 1º titolo |